# Walter Zeitler
Walter Zeitler (* 18. September 1933) ist ein ehemaliger deutscher Fußballspieler, der als Aktiver des 1. FC Nürnberg von 1952 bis 1960 insgesamt 147 (1 Tor) Spiele in der Fußball-Oberliga Süd absolviert hat. In der Saison 1956/57 gewann der robuste und zweikampfstarke Abwehrspieler mit dem „Club“ die Süddeutsche Meisterschaft und nahm in der Endrunde an den Spielen um die deutsche Fußballmeisterschaft teil.

## Laufbahn

### Oberliga Süd, 1952 bis 1960
Das Talent kam 1949 in die Jugend des „Club“; zuvor hatte er beim Fusionsclub ASN-Pfeil Nürnberg gespielt. Nach Bewährung und Reifung in der Amateurmannschaft wurde er zur Saison 1952/53 in die Vertragsspielermannschaft in der Oberliga Süd übernommen. Zeitler debütierte am fünften Rundenspieltag, dem 21. September 1952, bei einem 2:0-Heimerfolg gegen den SV Waldhof Mannheim in der Oberliga Süd. Er lief dabei im damaligen WM-System auf Halbrechts an der Seite von Angriffskollegen wie Helmut Herbolsheimer, Günther Glomb, Konrad Winterstein und Adolf Kallenborn auf. In der Hinrunde folgten lediglich noch drei weitere Einsätze, ehe er dann in der Rückrunde zur Stammbesetzung um Leistungsträger wie Eduard Schaffer, Alfred Mirsberger, Gerhard Bergner, Gunther Baumann, Kurt Ucko, Max Morlock und Helmut Herbolsheimer gehörte. Der Club belegte am Rundenende mit 29:31 Punkten den 8. Rang und Zeitler hatte 15 Ligaspiele absolviert. Im Mai 1953 flog die Club-Elf für drei Wochen über den großen Teich in die USA und es wurde nicht nur für Zeitler ein einmaliges Erlebnis.
In der Runde 1955/56 plagte er sich mit andauernden Ischiasbeschwerden herum und konnte somit lediglich das letzte Rundenspiel am 29. April 1956, ein Auswärtsspiel bei Jahn Regensburg (1:1), bestreiten. Bei der Rundeneröffnung 1956/57, einem 1:1 beim FSV Frankfurt, war er am 19. August 1956 wieder dabei und erlebte unter Trainer Franz Binder eine ausgesprochen erfolgreiche Runde. Trotz der sensationellen 2:7-Heimniederlage gegen den Lokalkonkurrenten SpVgg Fürth in der Hinrunde, errang das Team um die Neuzugänge Heinz Kreißel und Max Schmid mit 47:13 Punkten die Meisterschaft in der Oberliga Süd. Zeitler war in 20 Ligaspielen aufgelaufen. In der anschließenden Endrunde um die deutsche Fußballmeisterschaft bestritt er als rechter Verteidiger alle drei Gruppenspiele gegen den 1. FC Saarbrücken (2:2), Hamburger SV (1:2) und den Duisburger SV (2:2). Er setzte sich dabei mit Angreifern wie Günther Albert, Herbert Martin, Herbert Binkert, Uwe Reuter, Uwe Seeler, Gerhard Krug, Rolf Benning, Walter Münnix, Hans Lohmann und Ernst Wechselberger auseinander. Die Endrundenspiele fanden in neutralen Stadien in Stuttgart, Köln und Ludwigshafen vor insgesamt 155.000 Zuschauern statt.
Zur Vizemeisterschaft 1957/58 stand er dem Club in 27 Rundenspielen (1 Tor) zur Verfügung und als 1958/59 der 3. Rang belegt wurde, war er in 26 Ligaspielen zum Einsatz gekommen. In der Saison 1959/60 lief er in den ersten 22 Rundenspielen an der Seite von Torhüter Roland Wabra, Verteidigerkollege Helmut Hilpert und Mittelläufer Ferdinand Wenauer auf und der Club belegte am Rundenende den 6. Rang. Mit dem Heimspiel am 14. Februar 1960 gegen Viktoria Aschaffenburg (5:1) beendete er seine Pflichtspieleinsätze beim 1. FC Nürnberg. Im Club-Buch „Die Legende vom Club“ wird zu Zeitler festgehalten: „Der stämmige Spieler, der es auf 306 Einsätze für den Club brachte, kickte stets mit großem Körpereinsatz, ohne jedoch über die erlaubte Härte hinauszugehen.“
1960 wechselte er in die 2. Liga Süd zum SV Wiesbaden, wohin es schon ein Jahr zuvor die zwei Club-Angreifer Günther Glomb und Max Schmid gezogen hatte.

### Fußball in Wiesbaden, 1960 bis 1967
Als weitere Neuzugänge neben Zeitler waren auch noch Klaus Kunkel (Eintracht Gelsenkirchen) und Willi Pollert (Duisburger SV) zum SV Wiesbaden gekommen. Die Saison eröffnete der SVW am 14. August 1960 mit einem 4:2-Heimerfolg gegen den 1. FC Pforzheim. Alle drei Neuzugänge waren dabei zum Einsatz gekommen. Mit dem Aufstieg in die Oberliga Süd wurde es aber nichts, am Rundenende belegte man in der 18er-Staffel den 5. Rang. Im zweiten Jahr beim SV Wiesbaden, 1961/62, erfolgte sogar der Absturz in das Amateurlager. Auf dem 16. Rang mit 28:40 Punkten, punktgleich mit den Stuttgarter Kickers (14.) und Jahn Regensburg (15.), ereilte die Kurstädter aus der Landeshauptstadt unerwartet der Abstieg.
Nach seinem Wechsel zum Lokalrivalen Germania Wiesbaden erlebte Zeitler als wesentlicher Leistungsträger mit den Schwarz-Weißen von der Waldstraße 1965/66 eine überlegen herausgespielte Hessenmeisterschaft und damit den Aufstieg in die zweitklassige Fußball-Regionalliga Süd. Dort reichte die sportliche Substanz nicht aus und die Germania stieg mit 17:51 Punkten umgehend wieder in das Amateurlager ab. Der Senior hatte 20 Ligaspiele in der Regionalliga absolviert und beendete mit Germania Wiesbaden am 14. Mai 1967 mit einer 0:2-Auswärtsniederlage beim FSV Frankfurt die Saison.
Anfang der 1970er Jahre war Zeitler für drei Jahre Trainer beim SV 07 Kriftel in der Bezirksliga Wiesbaden, in der Saison 1973/74 führte er den SV Niedernhausen zum Aufstieg in die Bezirksliga Wiesbaden.